# 姚丙炎

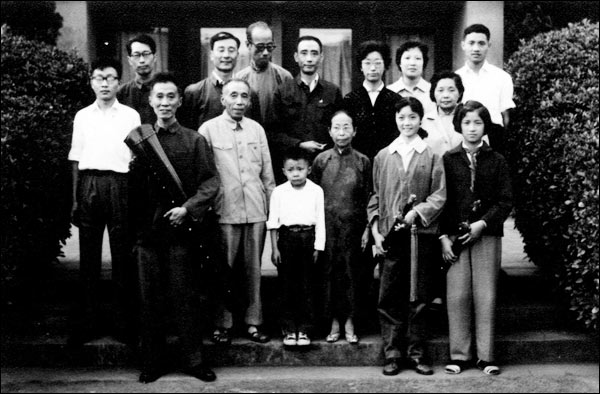
1961年今虞琴社在文藝會堂演出後的合影，後排左五為姚丙炎，前排左二為張子謙

姚丙炎（1921年1月9日—1983年3月18日），杭州人，中國浙派姚門古琴演奏家，曾為大約五十首古琴曲打譜，其中以《神奇秘譜》和《西麓堂琴統》的曲子為主，包括〈酒狂〉、〈華胥引〉、〈廣陵散〉等經典之作。其子姚公白、姚公敬二人亦是古琴演奏家。

## 生平
姚丙炎於民國十年（1921年）出生於杭州湖墅，少時曾自學二胡、三絃等江南絲竹。隨父拜識馬一浮、張味真、根如和尚等浙江名士，並獲得許多指點。古琴由汪建侯啟蒙。1945年開始向徐元白學琴，徐氏教了幾曲後，發現姚丙炎的學習能力強，因而改用特別的教學方法，讓姚丙炎自己「按譜循聲」、逐段摸索，徐元白再指出其中問題，逐步修正，不斷循環，可以說是在徐氏指導下的打譜，完成了〈鷗鷺忘機〉、〈平沙落雁〉、〈高山〉、〈漁樵問答〉、〈瀟湘水雲〉等曲目，為日後姚丙炎的打譜能力建立良好的基礎。
1951年搬到上海居住，後來成為中国音乐家协会上海分会民族音乐委员会委员、今虞琴社副社长。而本職為一所工廠的會計員。
他埋首於古琴曲的打譜工作約三十年，成果包括《碣石調·幽蘭》、〈孤館遇神〉、〈廣陵散〉等有50多首，他也是當時極少數能夠彈奏《碣石調·幽蘭》的琴人之一。而其在1957年根據《神奇秘譜》打譜的〈酒狂〉，全曲按三拍子節奏彈奏，主題旋律音出現在第二拍上，在第一第三拍上出現低音，產生一種搖晃醉酒的感覺，在當時的古琴界大獲肯定，至今流傳甚廣。
和當時上海的琴人張子謙、沈草農、吳振平、沈仲章等人交情甚篤。其中張子謙還曾經為了向姚丙炎學「八十四滾拂」〈流水〉（姚丙炎打譜的合參本）而跌斷腿，傳為琴壇佳話。
姚丙炎第一次參加正式的打譜活動是1959年在北京舉辦的〈胡笳十八拍〉音樂會，與會者包括吳景略、吳兆基、許健等人，會中他彈了自己打譜的《五知齋琴譜》本〈胡笳十八拍〉和《神奇秘譜》本〈大胡笳〉。活動期間他還錄了〈酒狂〉一曲，後來獲得呂驥等人很高的評價，姚丙炎也因此出名。1962年的「全國獨奏獨唱音樂會」中，他是古琴唯一的代表，彈了〈楚歌〉和〈華胥引〉。而1963年12月，他參加紀念嵇康誕辰1700周年的活動，演奏了根據《西麓堂琴統》打譜的〈孤館遇神〉。
五十八歲時從工廠退休，但兩年後發現患有胃癌。1982年獲聘為上海音樂學院古琴專業教师，由林友仁擔任助理。他的打譜工作到最後完成《西麓堂琴統》的〈忘憂〉和〈秋宵步月〉二曲為止，共完成了四十多個曲目。在他人生的最後一段時間裡，他忍著病痛不斷修改〈烏夜啼〉一曲的論文。逝世於1983年3月18日早晨。
1986年上海音樂學院舉行「姚丙炎琴學成就學術研討會」。
其部份打譜成果由姚公白整理為《琴曲鉤沉》一書出版。

## 音樂風格
1962年，《人民音樂》刊登了〈妙手回春——記古琴家姚丙炎的打譜活動〉一文，用以下文字描述姚丙炎的音樂：
|  | 姚丙炎同志的打谱优点，在于能根据乐曲内容的需要，很好地吸取各家的技法，特别能很好地继承发扬他老师徐元白先生的风格和技法特点。在节奏处理方面，不受一般已打出琴谱的节拍所拘，而能大胆地运用各种切分音，以塑造鲜明的音乐形象。 |

姚丙炎則說自己屬於浙派，特長是指法乾淨，尤其注重右手的輕重。

## 藏琴
姚丙炎有一床徐元白於1937年所製的仲尼式「鳴鶴」琴，琴名為馬一浮題賜，琴銘為沈草農賜題，由嚴雋培鐫刻於琴背。姚丙炎在1957年應查阜西的古琴調查小組錄下〈鷗鷺忘機〉、〈平沙落雁〉、〈高山〉、〈瀟湘水雲〉等曲時使用的便是此琴。

## 作品

### 書籍
- 《姚丙炎琴學手稿》（姚丙炎著，姚公白整理，北京：中華書局，2021年，ISBN 9787101153231）
- 《琴曲鉤沉》（姚丙炎著，姚公白整理，北京：中華書局，2018年，ISBN 9787101125634）
  - 其中包含《神奇秘譜》的〈陽春〉、〈瀟湘水雲〉、〈龍朔操〉、〈秋月照茅亭〉、〈山中思友人〉、〈澤畔吟〉、〈廣陵散〉、〈泛滄浪〉、〈小胡笳〉、〈高山〉、〈古風操〉、〈遯世操〉、〈流水〉、〈烏夜啼〉、〈酒狂〉、〈鶴鳴九皋〉、〈長清〉、〈楚歌〉、〈玄默〉以及《西麓堂琴統》的〈孤館遇神〉、〈秋宵步月〉、〈明君〉、〈忘憂〉、〈屈原問渡〉、〈扊扅歌〉，還有《幽蘭》、姜白石的〈古怨〉等總共34曲的打譜成果；[21]部份曲目，例如：〈白雪〉，在該書中僅有簡單的記錄，沒有曲譜，在書籍出版後才整理完成。[20][22]
- 《唐宋元五家指法释要》（2007）
- 《唐代陈拙论古琴指法注释》（2005）[23]

### 文章
- 〈我弹幽兰〉，《幽兰研究实录》第三辑
- 〈琴曲钩沉：屈原问渡〉，《琴论缀新》1981.3（总5）：45-51.
- 〈琴曲钩沉：孤馆遇神〉，《琴论缀新》1981.3（总5）：52-62.
- 〈七弦琴曲酒狂打譜經過〉，《音乐艺术》1981.1（总5）：26-31.
- 〈琴曲钩沉：乌夜啼〉，《音乐研究》1983.4（总1）：82-99

### 唱片
| 專輯名稱           | 發行日期 | 發行公司 | 曲目                           | 備註                 |
| ------------------ | -------- | -------- | ------------------------------ | -------------------- |
| 《姚門琴韻》       | 1991年   | 雨果唱片 | 曲目 1. 〈高山〉 2. 〈大胡笳〉 | 與姚公白、姚公敬合輯 |
| 《姚丙炎古琴藝術》 | 2017年   | 龍音製作 |                                | 姚公白整理           |

## 外部連結
- YouTube上的〈高山〉 ，姚丙炎演奏，收錄於《中國音樂大全·古琴卷》（页面存档备份，存于）
- YouTube上的〈華胥引〉，姚丙炎演奏，收錄於《中國音樂大全·古琴卷》 （页面存档备份，存于）
- YouTube上的〈酒狂〉 ，姚丙炎演奏，收錄於《中國音樂大全·古琴卷》（页面存档备份，存于）
- YouTube上的〈大胡笳〉 ，姚丙炎演奏，收錄於《中國音樂大全·古琴卷》（页面存档备份，存于）
- YouTube上的〈楚歌〉，姚丙炎演奏，收錄於《中國音樂大全·古琴卷》 （页面存档备份，存于）